# Jonathan Ayité
Jonathan Ayité (* 21. Juli 1985 in Bordeaux) ist ein togoischer ehemaliger Fußballspieler. Seine bevorzugte Position war der Sturm.

## Karriere

### Verein
Ayité begann seine Karriere beim französischen Viertligisten Stade Bordelais, für den er von 2004 bis 2006 spielte. Nachdem er eine Saison für die zweite Mannschaft von Girondins Bordeaux gespielt hatte, wechselte er im Sommer 2007 zu Stade Brest, die in der Ligue 2 spielten. Im Januar 2009 wechselte Ayite zum Ligarivalen Olympique Nîmes, wo er einen Vertrag bis 2012 unterschrieb. Bereits im Januar 2011 wechselte er wieder zurück zu Stade Brest und blieb dort für drei Spielzeiten.
Im Sommer 2014 wechselte Ayité in die zweite türkische Liga zum Aufsteiger Alanyaspor. Hier wurde er mit 19 Toren Torschützenkönig der TFF 1. Lig in der Saison 2014/15. Hier erreichte er mit seinem Team zum Sommer 2016 den Play-off-Sieg der TFF 1. Lig und damit den Aufstieg in die Süper Lig, den ersten der Vereinshistorie.
Nach dem Erstligaaufstieg mit Alanyaspor, blieb Ayité hinter seinen Leistungen, die er in der TFF 1. Lig gezeigt hatte. In der Wintertransferperiode 2016/17 wechselte er gemeinsam mit seinem Teamkollegen Sezer Özmen zum Zweitligisten Yeni Malatyaspor. Doch schon sechs Monate später schloss er sich Samsunspor an.
Im Oktober 2018 wechselte er zum FK Keşlə nach Aserbaidschan, und seit der Saison 2019/20 spielt er auf Zypern; zunächst bei Olympiakos Nikosia, dann bei Olympias Lympion.

### Nationalmannschaft
Ayité absolvierte von 2007 bis 2016 insgesamt 25 Partien für die togoische A-Nationalmannschaft und erzielte dabei sechs Treffer.

## Auszeichnungen
Mit Alanyaspor
- Play-off-Sieger der TFF 1. Lig und Aufstieg in die Süper Lig: 2015/16

Individuell
- Torschützenkönig der TFF 1. Lig: 2014/15